# 粤东行政区
粤东行政区，中华人民共和国广东省已撤销的行政区，在今广东省东部。
1952年置，行政公署驻潮安县（今潮州市）。辖原潮汕专区所属潮安、饶平、南澳、澄海、潮阳、惠来、普宁、揭阳8县；原东江专区所属惠阳、紫金、河源、龙川、海丰、陆丰6县；原兴梅专区所属梅县、蕉岭、大埔、丰顺、五华、兴宁、平远7县。粤东行政区辖21县。1953年，以潮安县的潮州镇改设潮州市，由省直辖，行署迁此。
1955年，国务院批准广东省民政厅8月18日的报告，同意粤东行署驻地由潮州市迁往汕头市。10月，广东省人民委员会向国务院提交报告，请求撤销粤东等四个行政区。1956年，报告获得批准，粤东行政区辖县分別划归汕头、惠阳2专区：
- 将潮阳、澄海、潮安、大埔、饶平、南澳、惠来、普宁、揭阳、丰顺、五华、兴宁、梅县、平远、蕉岭15县划归汕头专区；
- 将惠阳、河源、龙川、紫金、海丰、陆丰6县划归惠阳专区。